# Breamore House
Breamore House es una casa señorial de estilo isabelino conocida por albergar una excelente colección de pinturas y muebles. Está situada al noroeste de la aldea de Breamore, al norte de Fordingbridge, en el condado inglés de Hampshire. Aunque es de uso privado, se mantiene abierto al público entre los meses de abril a octubre.
Fue terminada de construir en el año 1593 por la familia Dodington, siendo edificada sobre los cimientos de lo que anteriormente fuera Breamore Priory. El edificio sufrió cambios menores en el siglo XVIII y fue sometido a una restauración considerable después de un gran incendio en 1856.
Adquirido en el siglo XVIII por Sir Edward Hulse, baronet y médico de la reina Ana y los reyes Jorge I y Jorge II de Gran Bretaña, la casa se mantiene en la actualidad habitada por sus herederos.
Después de casarse con Elizabeth, hija de Sir Richard Levett, alcalde de Londres y propietario del palacio de Kew, la familia Hulse adquirió muchas reliquias de los Levett, una antigua familia normanda de Sussex, que se exhiben en la casa.
La única hija del matrimonio de Edward y Elizabeth Hulse, también llamada Elizabeth, se casó con John Calvert en 1757. Calvert fue miembro del Parlamento elegido primero por Wendover (1754) y más tarde por Hertford. La boda fue oficiada por Abraham Blackborne, vicario de Dagenham, en Essex. Los hermanos Thomas, Edward y Richard, hijos de Edward Hulse y Elizabeth, asistieron a la Universidad de Cambridge. Un cuarto hijo, Levett, murió cuando era un bebé.
Breamore House ha sido utilizada como ubicación, tanto de interiores como de exteriores, en películas como Orgullo y prejuicio, basada en la novela homónima de Jane Austen, dirigida en 2005 por Joe Wright y protagonizada por Keira Knightley y Matthew Macfadyen. También sirvió para el rodaje de una miniserie de HBO en 2009 sobre Winston Churchill titulada Into the Storm, siendo Breamore House el escenario que sustituía a Chequers, la casa de campo que tenía el primer ministro.